# Creu de terme de Codoç
La Creu de terme de Codoç és una obra de Vimbodí i Poblet (Conca de Barberà) protegida com a Bé Cultural d'Interès Local.

## Descripció
Creu de terme situada al nord del municipi. Sobre una base quadrada amb els angles superiors aixamfranats hi ha un pilar hexagonal acabat en un capitell llis. A sobre hi ha la base de la creu de forma conoidal però la creu no s'ha conservat.

## Història
Uns 4 quilometres al nord de la vila es troba l'antic poblat del Codoç. El lloc de Codoç va ser cedit al monestir de Poblet, el 1172, pel rei Alfons I, però va ser discutit als monjos pels senyors de l'Espluga Sobirana. Això va arribar a ocasionar atacs al monjos l'any 1178. El monestir es possessionà i va fundar una granja. El 1246 l'abat de Poblet, Berenguer de Castellots cedí el lloc a deu famílies de Vimbodí perquè s'hi establissin i el fortifiquessin. Actualment Codoç està despoblat.